# Фисенково
Фисенково — село в Кантемировском районе Воронежской области России.
Административный центр Фисенковского сельского поселения.

## География

### Улицы
- ул. Советская,
- ул. Юбилейная.

## История
Фисенково возникло в 1760-е годы. Оно расположено на вершине горы Голого Яра по правую сторону Старобельского тракта к северу от райцентра. Первопоселенцем был некто Фесенков, выходец из села Талы. В 1896 году в селе открыта школа на 66 учеников. В 1900 году здесь было 135 дворов и 409 жителей. 
Советская власть установлена весной 1918 года. Первым председателем сельсовета был Константин Петрович Бобров (1888 – 1920). Погиб он от руки бандитов, похоронен в селе Митрофановке на центральной площади. 
В мае 1922 года из Спасской церкви в селе в помощь голодающим было изъято 10 фунтов церковного серебра. 
В 1926 году в Фисенково было 178 дворов и 1023 жителя, имелась одна школа с 2 учителями. Колхоз был создан в 1930 году. 
В годы Великой Отечественной войны почти все мужчины ушли на фронт, многие из них не вернулись. Уроженцем села является Герой Советского Союза Андрей Фёдорович Кутовой. Родился он 20 октября 1914 года. Окончил начальную школу, пошёл работать в колхоз. Во время войны разведчик А. Ф. Кутовой сражался на Западном, Воронежском и II-м Белорусском фронтах, четыре раза был ранен. Звание Героя получил 10 апреля 1945 года. После войны возвратился в родное село, работал агрономом, в 1963 году был председателем сельсовета, затем ушёл на пенсию. 
В селе имеется памятник коммунистам, погибшим в 1920 году от рук бандитов Колесникова. Имеется и братская могила воинов, погибших при освобождении села от немцев. В ней захоронено 326 бойцов. Эти могилы являются памятниками истории. 
Недалеко от Фисенково находилось село Косовка. Из него на фронт ушло 39 человек, не вернулось домой 29 человек. В 1970 году из этого села выехали последние жители. Село прекратило своё существование. 
На 1995 год в Фисенково размещается центральная усадьба колхоза имени Карла Маркса. Хозяйство это многоотраслевое – выращивается зерно, свекла, кукуруза. Имеется молочное стадо. В селе школа на 50 мест, медпункт, детсад, Дом культуры на 200 посадочных мест, два магазина. В 1986 году к селу подведена асфальтная дорога.
Согласно данным Всероссийской переписи населения, в 2010 году в Фисенково проживало 246 человек. 